# 풀뿌리 민주주의
풀뿌리 민주주의(영어: grassroots democracy)는 소수 엘리트 계급이 절대다수의 민중들을 지배하는 엘리트주의를 멀리하고, 평범한 민중들이 지역 공동체의 살림살이에 자발적인 참여를 함으로써 지역 공동체와 실생활을 변화시키려는 참여 민주주의의 한 형태이다. 특히 지방 자치와 분권을 강조하며 이를 통해 민주정치를 실현하고자 한다. 지역주민들이 지방의회의 예산을 계획하고 실시하는 일에 참여하는 지역참여예산제가 풀뿌리 민주주의의 예이다. 1912년에 미국 공화당에서 분리된 진보당이 내건 이념 중 하나이며 1935년 미국 공화당 전당대회에서 사용하면서 일반화되었다.

## 같이 보기
- 참여 민주주의
- 전자민주주의
- 직접민주주의
- 주민 발의제
- 소환투표제
- 아나키즘